# (37628) 1993 TK17
1993 تي كي 17 (ويعرف أيضًا باسم (37628) 1993 تي كي 17 وفق تسمية الكوكب الصغير) (بالإنجليزية: 1993 TK17)‏ هو كويكب ضمن حزام الكويكبات؛ وترتيبه 37628 من حيث الاكتشاف.
اكتُشف هذا الجُرم الفلكي بواسطة إيريك والتر إلست في 9 أكتوبر 1993.

## وصلات خارجية
- (37628) 1993 TK17 في قاعدة بيانات مختبر الدفع النفاث لأجرام النظام الشمسي الصغيرة

- الاكتشاف · مخطط المدار ·  العناصر المدارية · المعلمات المادية

- (37628) 1993 TK17 على موقع ويكي سكاي: DSS2, SDSS, GALEX, IRAS, Hydrogen α, X-Ray, Astrophoto, Sky Map, Articles and images